# Trox inadai
Trox inadai är en skalbaggsart som beskrevs av Ochi, Kawahara och Inagaki 2008. Trox inadai ingår i släktet Trox och familjen knotbaggar. Inga underarter finns listade i Catalogue of Life.